# Заструже (Великопольське воєводство)
Заструже (пол. Zastruże) — село в Польщі, у гміні Жґув Конінського повіту Великопольського воєводства.
Населення — 183 особи (2011).
У 1975-1998 роках село належало до Конінського воєводства.

## Демографія
Демографічна структура станом на 31 березня 2011 року:
|          | Загалом | Допрацездатний вік | Працездатний вік | Постпрацездатний вік |
| -------- | ------- | ------------------ | ---------------- | -------------------- |
| Чоловіки | 93      | 22                 | 61               | 10                   |
| Жінки    | 90      | 13                 | 51               | 26                   |
| Разом    | 183     | 35                 | 112              | 36                   |